# Sarah Siddons

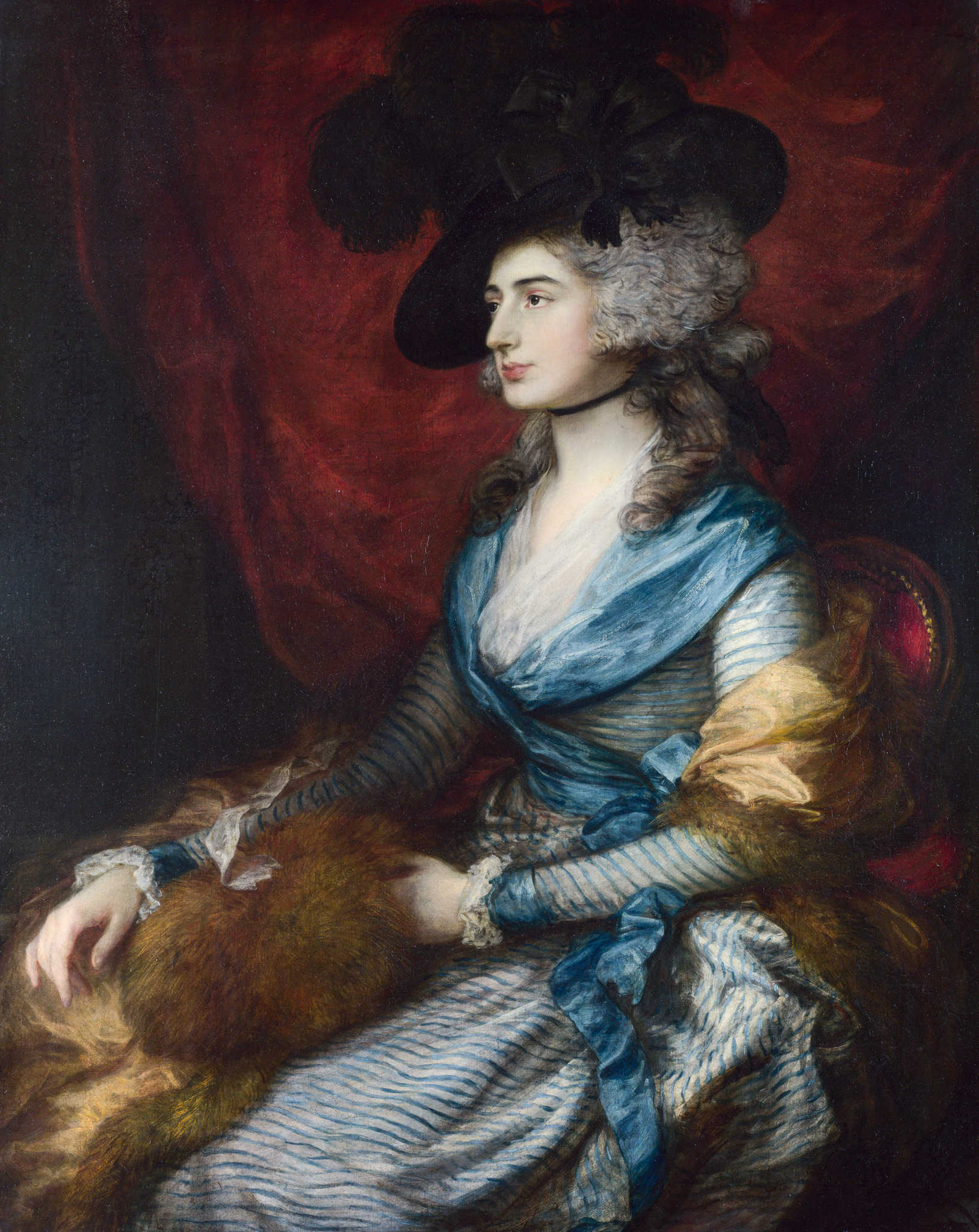
Sarah Siddons

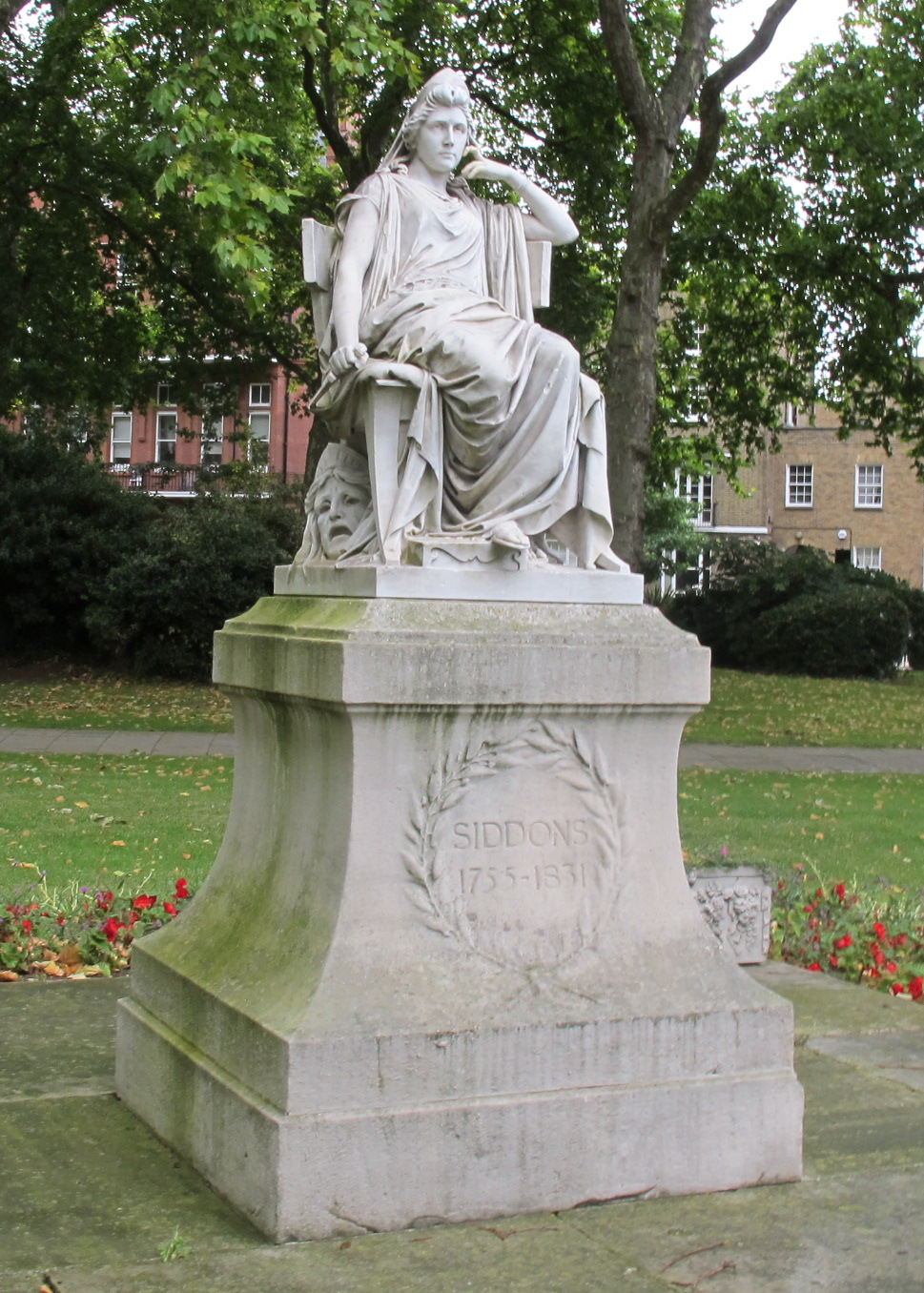
Sarah-Siddons-Denkmal von Léon Chavalliaud in Paddington

Sarah Siddons (* 5. Juli 1755 in Brecon, Wales als Sarah Kemble; † 8. Juni 1831 in London) war eine der größten tragischen Schauspielerinnen ihrer Zeit im englischen Theater.

## Leben
Sarah Siddons wuchs als eines von zwölf Kindern in einer Familie von Wanderschauspielern auf. Im Alter von 18 Jahren heiratete sie 1773 den Schauspieler William Siddons. Ihr Bruder John Philip Kemble war ein viel bewunderter Tragöde, ihr Bruder Stephen Kemble wurde in seiner Rolle als Falstaff bekannt und auch ihre Nichte Fanny Kemble machte als Schauspielerin Karriere.
Mrs. Siddons’ erste Saison in London, in der sie im Winter 1775/76 in Garrick’s Company spielte, war ein Misserfolg. Keineswegs entmutigt verfolgte sie weiter ihr Ziel, trat aber in der Folgezeit erst einmal auf Bühnen in ganz England auf, bevor sie 1782 wieder ein Engagement in London im Theatre Royal Drury Lane annahm. In der Titelrolle in Garricks Adaption von Thomas Southernes Stück The Fatal Marriage war sie schon nach kurzer Zeit die Sensation der Saison.
Sarah Siddons vermied es, in Komödien zu spielen, und konzentrierte sich ganz auf das dramatische Fach. Ihre größten Auftritte hatte sie als Lady Macbeth. Auch für ihre Abschiedsvorstellung im Jahr 1812 wählte sie dieses Stück, dessen Aufführung unmittelbar nach ihrem letzten Erscheinen auf der Bühne abgebrochen wurde.
In ihren Mußestunden widmete sich die Schauspielerin der Bildhauerei und lieferte mehrere Arbeiten von bemerkenswerter Qualität, z. B. die Büste des nordamerikanischen Präsidenten John Adams.
1845 schuf Thomas Campbell eine lebensgroße Statue der Schauspielerin, die in der Chapel of St. Andrews in der Westminster Abbey aufgestellt wurde. Das Sarah-Siddons-Denkmal von Léon Chavalliaud in Paddington wurde 1897 enthüllt. Es steht in der Nähe von Sarah Siddons Begräbnisstätte, dem Friedhof von St. Mary in Paddington. Im Tafelservice berühmter Frauen von Vanessa Bell und Duncan Grant von 1934 ist ihr ein Teller gewidmet.